# Eve Zerzuben
Eve Zerzuben, est une empoisonneuse suisse du XVIIe siècle. Durant son procès, des témoins l'accusent de sorcellerie. 

## Biographie

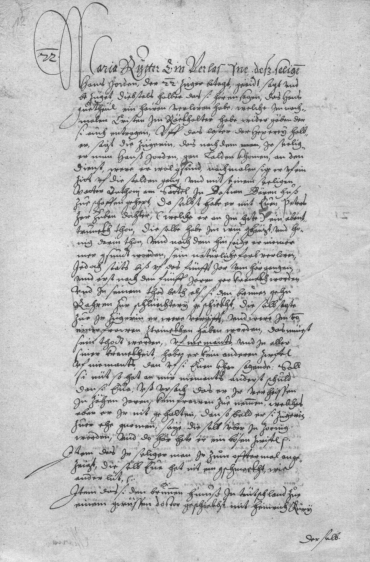
Témoignage de la plaignante, Marie Rytter, veuve de l'empoisonné.

Eve Zerzuben est originaire du village de Visperterminen. Elle est la fille de Peter Zerzuben. Le 26 octobre 1607, Eve avoue avoir empoisonné son ancien amant, Hans Jorden. Elle explique lui avoir préparé un vin chaud dans lequel elle a mélangé du miel et de la poudre grise reçue du diable. Eve Zerzuben aurait agi par dépit et par jalousie : Hans Jorden l'avait quittée et s'était marié avec une autre femme.

## Procès pour empoisonnement
Le 29 septembre 1607, Maria Rytter, veuve de Hans Jorden, accuse Eve Zerzuben d’empoisonnement et fait analyser l'urine de son mari chez un docteur à Schaffhouse.

« Marie Rytter, la veuve de Hans Jorden, témoigne, à propos de la sorcellerie, que son mari a été empoisonné par Eve, fille de Peter Zerzuben. Son mari est venu en bonne santé à Lalden pour y servir. Ensuite, il est parti un certain temps à Stalden [c. Visperterminen] pour aider son feu père, Anthoni. À cette occasion, un soir, il a pris une boisson chez la dite Eve. Celle-ci lui a chauffé du vin et elle y a ajouté du miel. Après cela, il n'a plus joui d'une bonne santé et il a perdu sa couleur naturelle. Au bout de cinq ans, il est tombé gravement malade. Alors qu'il était mourant, Marie a envoyé son urine à une femme, appelée Schliiechtery, à Rarogne, qui a dit qu'une femme lui avait donné une boisson dont il devait mourir. Pendant sa maladie, son mari n'a soupçonné personne d'autre que la dite Eve, parce qu'il lui avait promis à l'époque de ne prendre aucune autre femme pendant dix ans, promesse qu'il n'avait pas tenue. Telle est la raison pour laquelle elle était devenue furieuse contre lui. Un docteur en Allemagne, auquel Marie avait envoyé l'urine de son époux, avait confirmé que celui-ci avait reçu quelque part une mauvaise boisson qui devait provoquer sa mort après cinq ans. »